# Munzee

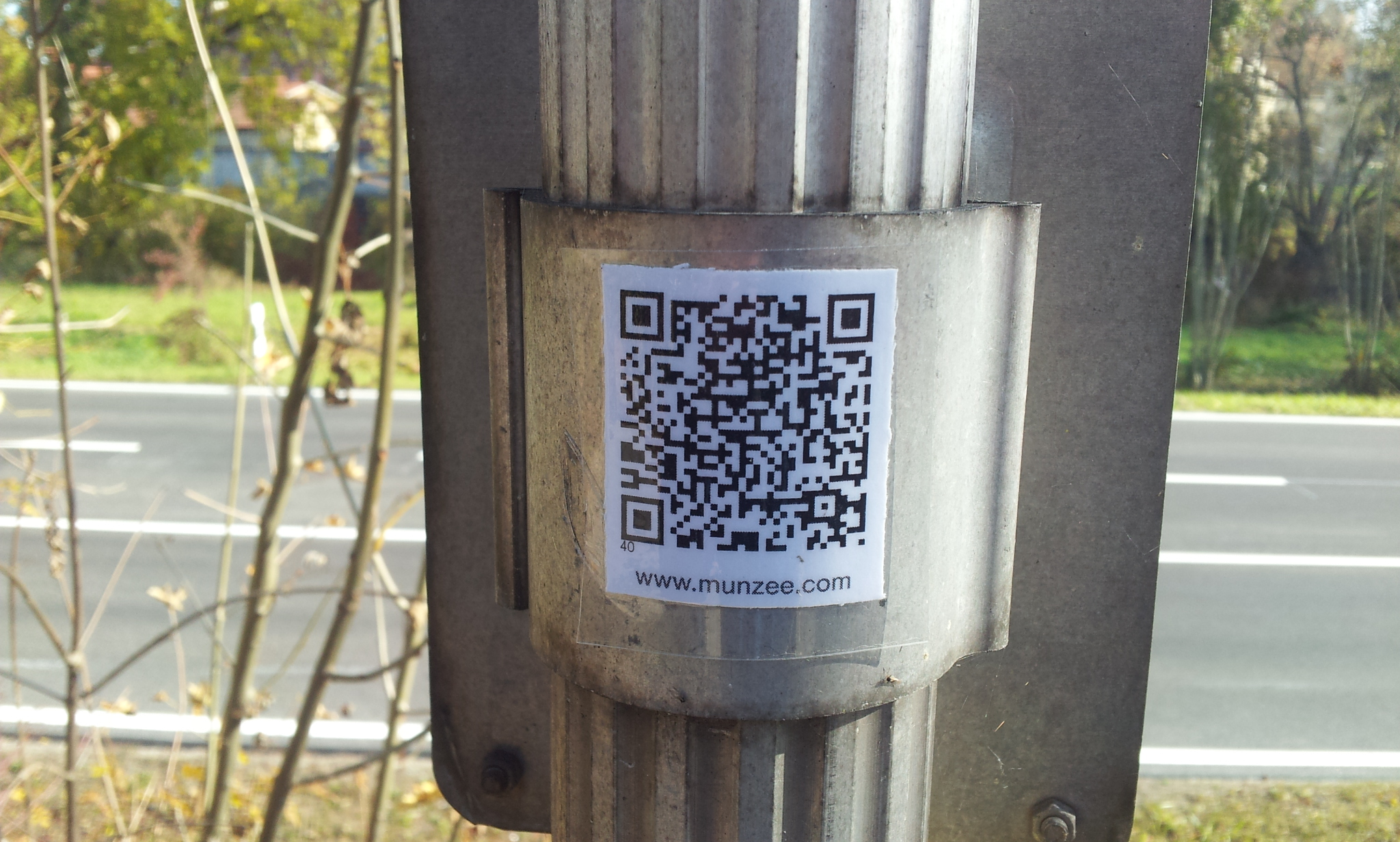
Munzee egy közlekedési tábla hátulján

A munzee (ejtsd: manzi, a német Münze [érme] szóból) okostelefonnal játszható, modern „kincskereső” játék. Németországból indult 2011-ben, de ma már szerte a világon hódol neki több mint 650 ezer játékos. Ez a szabadban játszott játék hasonlít a geocachinghez, de láda helyett QR-kódot kell megtalálni, majd a kódot okoselefonnal le kell olvasni. A kódokat maguk a játékosok telepítik; mind a telepítésért, mind a megtalálásért pontokat kapnak. Az egyéni pontvadászat mellett lehet csapatban, úgynevezett klánokban is versenyezni. A munzee-k helyét és típusát a telefonon futó alkalmazás térképen mutatja.

## Története
Általános tévhit, hogy a geocaching ihlette ezt a játékot. A Munzee társalapítója Aaron Benzick-től jött ez a QR-kódon alapuló játékötlet 2008-ban, de az okostelefon technológia nem állt rendelkezésre annak idején. Végül Benzick, és másik három társalapító: Scott Foster, Chris Pick, és Josh Terkelsen együttműködésének köszönhetően 2011. július 1-jén indult el a játék Németországban. Az eredeti ötlet az volt, hogy póker zsetonokat, vagy érméket látnak el QR kódokkal; innen is jött a játék neve.

## Munzee keresése és telepítése
Munzeet bárki telepíthet és kereshet, aki rendelkezik a Munzee nemzetközi honlapján regisztrációval, egy netkapcsolattal bíró okostelefonnal és egy kis kalandvággyal. A telefon GPS jelek alapján tájékozódik, és a központi szerverrel is adatforgalmat bonyolít le, így az internetkapcsolat elengedhetetlen a munzee-záshoz. Ezen kívül természetesen kell a Munzee okostelefon-alkalmazás is, amit ingyenesen le lehet tölteni.

### Munzee keresése
Első lépésben érdemes megnézni a játék nemzetközi honlapján, a főmenüben lévő munzee térképet. Ez kellő információt ad arról, hogy közelünkben illetve számunkra elérhető helyen hol és milyen munzee-k vannak. Érdemes alaposan áttanulmányozni, hogy a "terepen" egyszerűbb, és könnyebb dolgunk legyen. Az adott munzee-ra rákattintva, a "Notes" menüpont alatt segítséget, iránymutatást is találunk, hogy hol keressük a QR-kódot. Ha megvan minden szükséges kellékünk, információnk, valamint kalandvágyunk, akkor indulhat a vadászat. A munzee applikációt elindítva láthatjuk, hogy milyen távolságra vannak a környékünkön lévő munzee-k. (A beállításokban érdemes átállítani méterre a mértékegységet.) Ha megtaláltuk az egyik munzee-t, akkor a "Capture gomb" megnyomásával leolvasó módba áll a telefon. Ilyenkor oda kell tartani a kamerát a munzee-hoz. Ha sikerült az azonosítás, akkor rezgéssel jelzi, valamint egy felirat is gratulál nekünk, hogy megtaláltuk.

### Munzee telepítése
A játék kifejezetten javallja a saját munzee kihelyezését, hiszen ha valaki beolvassa a saját munzee-nkat, akkor pontot kapunk érte. A munzee készítése nem bonyolult, egyszerűen létrehozhatjuk saját munzee-nkat a "Create" menüpont alatt. Itt majd meg kell adni a munzee-nk nevét, a darabszámot, valamint írhatunk segítséget a jövendőbeli keresőknek. Ha megadtunk minden szükséges információt, akkor ezt követően a munzee-nk bekerül az "Undeployed" nevű menüpontba, ahonnan már kinyomtathatjuk QR-kód formában. Lehetőség szerint csak oda telepítsünk munzeet, ahol a karbantartás sem okoz problémát, s törekedjünk az időjárásálló rejtésekre. A munzee ki lesz téve a természeti hatásoknak, így nagyon fontos, hogy vízhatlan legyen. Ezt laminálással, esetleg cellux segítségével tudjuk megoldani. Ha kiválasztottuk a megfelelő helyet, akkor már csak ki kell helyeznünk, majd a helyszínen aktiválnunk kell ("Deploy gomb"), s kész is vagyunk. Az automatikus helymeghatározásnak köszönhetően a helyszínen aktiválódik, s onnantól kezdve bárki megkeresheti.

## Munzee típusok
A munzeek általában időtálló, vízálló matrica formájában vannak kihelyezve, s elrejtve; ám a típusok között jelentős eltérések vannak.

### Normál (Regular)
Ez az általános, a legtöbbet alkalmazott munzee típus. Telepítése ingyenes. A térképen zöld színnel, és fehér "M" betűvel van jelölve. Megtalálásáért, valamint telepítéséért 5 pont jár. Ha ilyet telepítünk, akkor további 3 pont gyűjthető be, ha valaki sikeresen megtalálja.

### Rejtély (Mystery)
Az előző típustól annyiban különbözik, hogy megtalálásáért 5 és 50 pont közötti értéket kaphatunk, véletlenszerűen. Telepítéséért 10 pont, valamint további 3 pont gyűjthető be minden sikeres megtalálást követően. A térképen kék színnel, és kék kérdőjel formájában találkozhatunk vele. Ingyen nem telepíthető, boltban (webshopban) lehet megvásárolni.

### Gyémánt (Diamond)
Ez egy különleges fajta munzee, mivel csak korlátozott mennyiségben lehet megvásárolni. A kiadás időpontját a Munzee Csapat határozza meg. Megtalálásáért 5 és 15 pont közötti értéket kaphatunk, véletlenszerűen. Egy ilyen munzee telepítéséért 60 pont jár. A térképen szürke gyémánt alakja van.

### Rubin (Ruby)
Ez is egy különleges fajta munzee, mivel csak korlátozott mennyiségben lehet megvásárolni. A kiadás időpontját a Munzee Csapat határozza meg. Megtalálásáért 5 és 28 pont közötti értéket kaphatunk, véletlenszerűen. Egy ilyen munzee telepítéséért 30 pont jár. A térképen piros rubin alakja van.

### Akvamarin (Aquamarine)
Az ékszer kollekció egy újabb tagja. Az akvamarin egy világoskék féldrágakő; a térképen is ilyen alakja van. Megtalálása után 10 pont jár, telepítéséért pedig 25. Ha ilyet telepítünk, akkor további 10 pont gyűjthető be megtalálásonként.

### Topáz (Topaz)
A topáz munzeet kizárólag az úgynevezett "MunzPak"-ból lehet megvásárolni. Telepítéséért 28 pont, míg megtalálásáért 8, 12, 16, 20, 24 vagy 28 pont szerezhető, véletlenszerűen. A térképen sárga gyémánt alakja van.

### Üzleti (Business)
Többször meg lehet találni, de naponta csak egyszer. Megtalálásáért, valamint telepítéséért 1 pont jár. Ha ilyet telepítünk, akkor további 1 pont gyűjthető be minden sikeres megtalálást követően. A térképen lila színnel, és fehér "M" betűvel van jelölve.

### Prémium
Telepítéséhez prémium tagság szükséges. Megtalálásáért 10 pont jár, telepítéséért pedig 50. Ha ilyet telepítünk, akkor további 10 pont gyűjthető be minden sikeres megtalálást követően. A térképen sárga színnel, és fehér "M" betűvel van jelölve.

### Virtuális (Virtual)
Ezt a munzeet nem fizikailag kell megtalálni. A helyét 300 láb (~91 méter) távolságon belül kell megközelíteni, s ekkor a rendszer jóváírja a találatot. Megtalálásáért, valamint telepítéséért 5 pont jár. Ha ilyet telepítünk, akkor további 3 pont gyűjthető be minden sikeres megtalálást követően. Ingyen nem telepíthető, boltban (webshopban) lehet megvásárolni. A térképen alap esetben szürke színnel, és fehér "V" betűvel van jelölve; de felárért színt is lehet vásárolni neki, így megtalálható a szivárvány bármely színében.

### Rejtélyes virtuális (Mystery Virtual)
Ez ugyanúgy működik, mint a virtuális munzee, tehát fizikailag ezt sem kell megtalálni. A különbség csak annyi, hogy megtalálásáért 5 és 50 pont közötti értéket kaphatunk, véletlenszerűen. Telepítéséért 5 pont, valamint további 3 pont gyűjthető be minden sikeres megtalálást követően. A térképen kék színnel, és kék virágmintával van feltüntetve.

### Rejtvény (Quiz)
Megtalálást követően felelni kell egy négy válaszlehetőséget tartalmazó kérdésre. Minden rossz válasz esetében elveszítünk 1 pontot, így jól meg kell gondolni, hogy mit felelünk rá. Megtalálásáért minimum 2, maximum 5 pontot szerezhetünk. Telepítéséért 5 pont, valamint további 3 pont gyűjthető be minden sikeres megtalálást követően. A térképen zöld színnel, és fehér kérdőjelekkel van megjelölve. Telepítése ingyenes, a normál munzee-ból alakítható át a "Convert" menüpontban.

### Virtuális rejtvény (Virtual Quiz)
Ez ugyanúgy működik, mint a rejtvény munzee. A különbség csak annyi, hogy ez egy virtuális munzee, így fizikailag nem kell megtalálni a QR-kódot. Megtalálásáért maximum 5 pontot szerezhetünk. Telepítéséért 5 pont, valamint további 3 pont gyűjthető be minden sikeres megtalálást követően. A térképen szürke színnel, és fekete kérdőjelekkel van megjelölve. Virtuális munzee-ból alakítható át.

### Buzogány (Mace)
Klánok helyezhetik ki, akik megfelelnek a minimális követelményeknek; azaz teljesítik az adott hónapra kiszabott feladatokat. Megtalálásáért 5 és 15 pont közötti értéket kaphatunk, véletlenszerűen. A térképen szürke színű, pajzs alakú, s egy buzogány van rajt. Egy ilyen munzee telepítéséért 20 pont jár.

### Hosszú kard (Longsword)
Klánok helyezhetik ki, akik megfelelnek a minimális követelményeknek; azaz teljesítik az adott hónapra kiszabott feladatokat. Megtalálásáért 5 és 25 pont közötti értéket kaphatunk, véletlenszerűen. A térképen szürke színű, pajzs alakú, s egy kard van rajt. Egy ilyen munzee telepítéséért 30 pont jár.

### Csatabárd (Battle Axe)
Klánok helyezhetik ki, akik megfelelnek a minimális követelményeknek; azaz teljesítik az adott hónapra kiszabott feladatokat. Megtalálásáért 5 és 35 pont közötti értéket kaphatunk, véletlenszerűen. A térképen csatabárd alakja van. Egy ilyen munzee telepítéséért 40 pont jár.

### NFC
A munzeek egy speciális fajtája. Ennél a típusnál nem QR-kódot kell keresni, hanem egy NFC-chipet. A telefont közel tartva (a QR-kódhoz hasonlóan) a rendszer azonosítja ezt a munzeet, majd jóváírja a találatot. Elképzelhető, hogy nem minden telefon ismeri fel ezt a munzeet. A térképen világoskék színnel, és fehér "N" betűvel van jelölve. Megtalálásáért, valamint telepítéséért 5 pont jár. Ha ilyet telepítünk, akkor további 3 pont gyűjthető be, ha valaki sikeresen megtalálja.

### Társadalmi (Social)
Ez egy online munzee; az interneten található meg olyan képeken, amiket a felhasználók csináltak. Megtalálása után nem jár pont, viszont esős napokon biztosítja a munzee által nyújtott élvezeteket; illetve jelvényeket is lehet szerezni érte. A prémium tagok kapnak évente 1 db-ot, de boltban (webshopban) is meg lehet vásárolni.

### Motel
Ez egy komplex munzee. Telepítéskor egy motelben 5 db szoba áll rendelkezésre. Az első 5 játékos, aki beolvassa ezt a munzeet, az kap egy szobát. A Munzee Motel lehetővé teszi a játékosoknak, hogy egy helyen akár többen is kapjanak pontot, hiszen minden beolvasást követően a szobák tulajdonosai is pontban részesülnek. Nem mindegy azonban a szobák sorszáma sem, tehát az időnek fontos szerepe van. Az első szoba tulajdonosa 15 pontot kap megtalálásonként, a második 12-t, a harmadik 9-et, a negyedik 6-ot, az ötödik 3-at, maga a munzee tulajdonosa pedig 30-at. Egy "sima" megtaláló maximum 30 pontban (5 pont + szobánként 5 pont) részesül, ha beolvassa ezt a munzeet. Csak prémium tagok tudják megvásárolni, de ők is csak limitált példányban, havonta 5 db-ot.

### Hotel
A Motel testvére. Ez is egy komplex munzee, ami lehetőséget ad a fejlődésre. Ugyanúgy működik, mint a Motel, de ebben már 10 db szoba áll rendelkezésre. Telepíteni szintén csak prémium tagok tudják, havonta 5 db-ot. A térképen egy hotelt ábrázol.

### Virtuális üdülő (Virtual Resort)
Ugyanúgy működik, mint a Motel és Hotel munzee azzal a különbséggel, hogy fizikailag nem kell megtalálni, hiszen ez egy virtuális munzee. A helyét 500 láb (~152 méter) távolságon belül kell megközelíteni.

## Bajnokságok
Az egyéni pontvadászat mellett lehetőségünk van csapatban, úgynevezett klánokban is versenyezni. Havonta tűznek ki feladatokat (pl. 1000 pont beolvasása), amelyet a klántagoknak együtt kell teljesíteniük, de emellett a játékosok havi bajnokságok keretében versenyezhetnek egymással is. A 2016 júliusában szervezett 40. bajnokságon 752 csapat közül a Pyxis nevű, 10 fős magyar klán az első helyet szerezte meg, s ezzel világbajnok lett.

## Számadatok
- 2014. október 18-i adatok szerint 2 256 637 munzee található meg világszerte 188 országban, s ezeket 32 486 661-szer azonosították. A statisztika szerint a legnagyobb koncentrációban az USA-ban (~36%), Németországban (~31%), az Egyesült Királyságban (~9%), Kanadában (~7%) és Ausztráliában (~5%) található meg a legtöbb munzee.

- Hazánkban 2017. november 19.-i adatok szerint 155 192 darab munzee található. Ezzel Magyarország a 10. helyen áll a rangsorban.

- 2017. novemberében 6,96 millió munzee volt található világszerte 235 országban, s ezeket több mint 182 milliószor olvasták be. A játékosok száma meghaladja a 335 ezer főt.

- 2019. február elején 8,17 millió munzee volt található világszerte 234 országban, s ezeket több mint 275 milliószor olvasták be. A játékosok száma 373 208 fő.
- 2023. június végén 12,83 millió munzee volt világszerte – ebből Magyarországon több mint háromszázezer[2] –, s ezeket több mint 730 milliószor olvasták be.  A játékosok száma 651 567 fő.[3]

## Fordítás
Ez a szócikk részben vagy egészben  a   Munzee című angol Wikipédia-szócikk fordításán alapul.  Az eredeti cikk szerkesztőit annak laptörténete sorolja fel. Ez a jelzés csupán a megfogalmazás eredetét és a szerzői jogokat jelzi, nem szolgál a cikkben szereplő információk forrásmegjelöléseként.